# Dicranomyia (Dicranomyia) cingulifera
Dicranomyia (Dicranomyia) cingulifera is een tweevleugelige uit de familie steltmuggen (Limoniidae). De soort komt voor in het Oriëntaals gebied.